# ميس دي ويت
ميس دي ويت (بالهولندية: Mees de Wit)‏ هو لاعب كرة قدم هولندي في مركز الهجوم، ولد في 17 أبريل 1998 في أمستردام في مملكة هولندا. لعب مع سبورتينغ لشبونة ب.

## وصلات خارجية
- ميس دي ويت على موقع الاتحاد الأوربي (الإنجليزية)
- ميس دي ويت على موقع قاعدة بيانات كرة القدم.إي يو (الإنجليزية)
- ميس دي ويت على موقع Soccerway.com (الإنجليزية)